# Saint-Quentin-de-Chalais
Saint-Quentin-de-Chalais è un comune francese di 282 abitanti situato nel dipartimento della Charente, nella regione della Nuova Aquitania.

## Società

### Evoluzione demografica
Abitanti censiti